# Prêmio Rumford
Em 1796, Benjamin Thompson, conhecido como Conde de Rumford, fez dois presentes separados de $ 5.000 cada, um para a Royal Society de Londres e outro para a Academia de Artes e Ciências dos Estados Unidos para tornar possível que eles sempre premiassem pessoas a cada dois anos por pesquisas de relevo sobre o calor e/ou luz.
A Academia de Artes e Ciências dos Estados Unidos concede o Prêmio Rumford, a Royal Society concede a Medalha Rumford.

## Lista dos agraciados[1]

### 1839–1899
- 1839: Robert Hare
- 1862: John Ericsson
- 1865: Daniel Treadwell
- 1866: Alvan Clark
- 1869: George Henry Corliss
- 1871: Joseph Harrison Jr
- 1873: Lewis Morris Rutherfurd
- 1875: John William Draper
- 1880: Josiah Willard Gibbs
- 1883: Henry Augustus Rowland
- 1886: Samuel Pierpont Langley
- 1888: Albert Abraham Michelson
- 1891: Edward Charles Pickering
- 1895: Thomas Alva Edison
- 1898: James Edward Keeler
- 1899: Charles Francis Brush

### 1900–1949
- 1900: Carl Barus
- 1901: Elihu Thomson
- 1902: George Ellery Hale
- 1904: Ernest Fox Nichols
- 1907: Edward Goodrich Acheson
- 1909: Robert Williams Wood
- 1910: Charles Gordon Curtis
- 1911: James Mason Crafts
- 1912: Frederic Eugene Ives
- 1913: Joel Stebbins
- 1914: William David Coolidge
- 1915: Charles Greeley Abbot
- 1917: Percy Williams Bridgman
- 1918: Theodore Lyman
- 1920: Irving Langmuir
- 1925: Henry Norris Russell
- 1926: Arthur Holly Compton
- 1928: Edward Leamington Nichols
- 1930: John Stanley Plaskett
- 1931: Karl Taylor Compton
- 1933: Harlow Shapley
- 1937: William Coblentz
- 1939: George Russell Harrison
- 1941: Vladimir Zworykin
- 1943: Charles Edward Kenneth Mees
- 1945: Edwin Land
- 1947: Edmund Newton Harvey
- 1949: Ira Sprague Bowen

### Desde 1951
- 1951: Herbert Eugene Ives
- 1953: Enrico Fermi, Willis Eugene Lamb e Lars Onsager
- 1955: James Franck
- 1957: Subrahmanyan Chandrasekhar
- 1959: George Wald
- 1961: Charles Hard Townes
- 1963: Hans Bethe
- 1965: Samuel Cornette Collins e William David McElroy
- 1967: Robert Henry Dicke e Cornelis Bernardus van Niel
- 1968: Maarten Schmidt
- 1971: Vergabe an drei wissenschaftliche Forschungsgruppen
- 1973: Edgar Bright Wilson
- 1976: Bruno Rossi
- 1980: Gregorio Weber, Chen Ning Yang e Robert L. Mills
- 1985: Hans Georg Dehmelt, Martin Deutsch, Vernon Willard Hughes e Norman Ramsey
- 1986: Robert Benjamin Leighton, Frank James Low e Gerald Neugebauer
- 1992: James R. Norris, Joseph J. Katz e George Feher
- 1996: John Mather
- 2008: Sidney Drell, Sam Nunn, William Perry e George Shultz
- 2015: Federico Capasso[2] e Alfred Yi Cho[3]
- 2019: Ernst Bamberg, Edward Boyden, Karl Deisseroth, Peter Hegemann, Gero Miesenböck e Georg Nagel